# MetLife Stadium
MetLife Stadium er et stadion i East Rutherford i New Jersey, USA, der er hjemmebane for NFL-klubberne New York Giants og New York Jets. Stadionet har plads til 82.500 tilskuere. Det blev indviet 10. april 2010, hvor det erstattede Giants og Jets gamle hjemmebane Giants Stadium.